# Saariselkä (kulle, lat 67,33, long 25,17)
Saariselkä är en kulle i Finland.   Den ligger i den ekonomiska regionen  Fjäll-Lappland  och landskapet Lappland, i den norra delen av landet, 800 km norr om huvudstaden Helsingfors. Toppen på Saariselkä är 241 meter över havet.
Terrängen runt Saariselkä är huvudsakligen platt.  Trakten runt Saariselkä är nära nog obefolkad, med mindre än två invånare per kvadratkilometer.